# Bündnis Bürgerenergie
Das Bündnis Bürgerenergie (BBEn) e. V. ist ein gemeinnütziger Verein zur Förderung der Kultur der Bürgerenergie und Vernetzung der Bürgerenergieakteure. Im Dachverband BBEn sind lokale, regionale und bundesweit aktive Vereinigungen, Netzwerke, Unternehmen und Personen zusammengeschlossen.

## Geschichte
Das Bündnis Bürgerenergie wurde am 28. Januar 2014 von 11 Initiatoren und Gründungsmitgliedern mit Hauptsitz in Berlin gegründet. Auf einer ersten Pressekonferenz am 29. Januar 2014 in Berlin stellte sich das Bündnis vor und machte seine Forderungen deutlich.
Vor der Gründung besaßen Bürgerenergie-Initiativen in Deutschland keine gemeinsam organisierte Interessenvertretung. Angeregt wurde die Gründung von Josef Göppel (CSU) und Hans-Josef Fell (Bündnis 90/Die Grünen). Umgesetzt wurde sie durch verschiedene Unternehmen, Verbände und Stiftungen (u. a. vom Bundesverband Erneuerbare Energie, der Agentur für Erneuerbare Energien und der GLS Bank Stiftung), um eine Organisation zu schaffen, die der Idee der Bürgerenergie, d. h. dem dezentralen Ausbau erneuerbarer Energien, im öffentlichen Raum größeren Einfluss verschaffen sollte. Es wurde beabsichtigt, eine bessere Vernetzung und Bildungsarbeit zu gewährleisten, um sich gegen die damals aktuelle Kampagne der konventionellen Energiewirtschaft gegen das Erneuerbare-Energien-Gesetz zu stellen. Daraus ergab sich dann auch die zentrale Kritik des Bündnis Bürgerenergie am EEG 2.0 sowie die mit diesem angestrebte (und später durchgesetzte) Umstellung der Förderbedingungen von Einspeisevergütungen auf Ausschreibungsmodelle und verpflichtende Direktvermarktung, die die Verwirklichung von Bürgerenergieprojekten deutlich erschwerten. Entsprechend bewertete das Bündnis die EEG-Novelle 2016 zusammen mit der Erneuerbaren-Energien-Brache als Rückschritt. Ziel war und ist es, neben besserer Vernetzung und Bildungsarbeit nicht zuletzt eine Organisation zu schaffen, die Lobbyarbeit für die Energiewende im Allgemeinen und die Bürgerenergie im Speziellen leistet.

### Gründungsinitiatoren
Initiatoren und Gründungsmitglieder des Bündnisses waren die nachfolgenden Organisationen: 100 Prozent Erneuerbar Stiftung, Agentur für Erneuerbare Energien (AEE), Bundesverband Erneuerbare Energie (BEE), BürgerEnergie Thüringen, GLS Bank Stiftung, GLS Treuhand Stiftung Neue Energie, Haleakala-Stiftung, Landesnetzwerk Bürgerenergiegenossenschaften Rheinland-Pfalz, Naturstrom AG, Netzkauf EWS eG, Netzwerk Energiewende Jetzt.

## Ziele
Das Bündnis setzt sich für die Bürgerenergie als eine tragende Säule der Energiewende ein. Es ist eine Lobbyorganisation, die den Interessen der Bürgerenergie eine Stimme geben will. So setzt sich das Bündnis unter anderem für den Abbau bürokratischer Hürden bei der Errichtung von Anlagen zur Gewinnung erneuerbarer Energien ein.

## Aktivitäten
Das Bündnis Bürgerenergie nimmt die Interessenvertretung der Bürgerenergiegenossenschaften und anderer Bürgerenergieakteure in Deutschland durch Petitionen, Stellungnahmen und als Sachverständiger gegenüber politischen Gremien der Bundesrepublik, insbesondere des Deutschen Bundestages sowie in der überregionalen Presse und anderen Medien, wahr. Er organisiert den jährlich stattfindenden Bürgerenergie-Konvent, auf dem Vertreter aus Wirtschaft, Politik und Zivilgesellschaft, insbesondere der regionalen und bundesweit agierenden Netzwerke der Bürgerenergieakteure zu den Aspekten der dezentralen Energiewende in Bürgerhand diskutieren und Erfahrungen austauschen. Das Bündnis Bürgerenergie setzt sich für die Erreichung der Ziele für nachhaltige Entwicklung ein, insbesondere für das Ziel 7 (Nachhaltige und moderne Energie für alle). Der Verein ist Mitglied der Klima-Allianz Deutschland.
Darüber hinaus ist das BBEn Ersteller von Konzeptpapieren, Reformvorschlägen sowie Auftraggeber von Studien und rechtlichen Stellungnahmen. Als Beitrag des BBEn in Vorbereitung des EEG 2017 ist beispielsweise in einer Präsentation des Bundesministeriums für Wirtschaft und Energie (BMWi) für die Unterarbeitsgruppe „Akteursvielfalt/Bürgerenergie“ ein Impulsvortrag seitens des BBEn dokumentiert.
Im September 2020 und März 2022 hat das BMWi bzw. das Bundesministerium für Wirtschaft und Klimaschutz Stellungnahmen des BBEn zu den Entwürfen des EEG 2021 bzw. EEG 2023 dokumentiert. Das BBEn versucht, während des Gesetzgebungsprozesses des sog. „Osterpaketes“, insbesondere Verbesserungen der Definition von Bürgerenergiegesellschaften zu erreichen.
Mit sogenannten Solarpartys des BBEn sollen Menschen vor Ort vernetzt werden und der Austausch zum Thema Photovoltaik befördert werden.

### Bürgerenergie-Konvent
Seit 2014 veranstaltet das Bündnis Bürgerenergie jährlich (mit coronabedingter Ausnahme im Jahr 2020) den Bürgerenergie-Konvent. Ziel des jährlich stattfindenden Bürgerenergie-Konvent ist die Vernetzung der Aktiven sowie der Austausch und die Weitergabe von Wissen zu neuen Geschäftsmodellen und Konzepten.
In den Jahren 2017, 2018 und 2019 veranstaltete das Bündnis Bürgerenergie den Wettbewerb „BürgerenergieProjekt des Jahres“.

### Energy Sharing
Das Bündnis Bürgerenergie setzt sich seit mehreren Jahren für das sogenannte Energy Sharing ein. Mit diesem lokalen und partizipativen Energiekonzept soll ein neuer Marktrahmen geschaffen werden, mit dem Mitglieder von Erneuerbare-Energie-Gemeinschaften ihren gemeinschaftlich erzeugten Ökostrom unter bestimmten Voraussetzungen über das regionale Verteilnetz vergünstigt nutzen können. Für das Konzept des Energy Sharing existiert eine EU-Richtlinie aus dem Jahr 2018. Bisher existiert im deutschen Recht (im EEG oder EnWG) weder eine eindeutige rechtliche Definition für EE-Gemeinschaften noch ein förderlicher Rahmen für Energy Sharing. Das Bündnis Bürgerenergie hat am 6. August 2021 Beschwerde bei der Europäischen Kommission über einen Verstoß gegen das EU-Recht durch die Bundesregierung Deutschland eingereicht und fordert, ein Vertragsverletzungsverfahren gegen Deutschland einzuleiten. Der Koalitionsvertrag, der von SPD, Bündnis 90/Die Grünen und FDP infolge des Ergebnisses der Bundestagswahl 2021 gebildeten Regierung, sieht erstmals die Schaffung der Rahmenbedingungen für ein Energy Sharing in Deutschland vor, um „die Bürger-Energie als wichtiges Element für mehr Akzeptanz“ zu stärken. Der BBEn hatte seit 2020 mehrere Konzeptpapiere, Studien und Stellungnahmen zum Energy Sharing herausgegeben. Die vom Institut für ökologische Wirtschaftsforschung im Auftrag des BBEn erstellte Potenzialanalyse zum Energy Sharing in Deutschland fand überregional Beachtung, sowohl national als auch international.